# خرده‌فرهنگ چرم

پرچم افتخار چرم‌پوشی

خرده‌فرهنگ چرم نشانگر رسم و سبک خاصی در زمینهٔ فعالیت‌های جنسی است. پوشیدن لباس چرمی راهی است که هواداران این خرده‌فرهنگ یکدیگر را از علاقه‌مندان به دیگر فرهنگ‌های جنسی شناسایی کنند. چرم‌پوشی در میان همهٔ فرهنگ‌های جنسی وجود دارد. افراد زیادی هم هنگام فعالیت‌های بی‌دی‌اس‌ام از چرم استفاده می‌کنند. چرم‌پوشان پرچم ویژهٔ فرهنگ خود را نیز دارند.
لباس چرم‌پوشان متشکل از کلاه، پیراهن آستین‌کوتاه، جلیقه، کاپشن، شلوار یا دامن، کیرپوش، دستکش، کمربند، چکمه و پوتین است که همگی کاملاً از چرم سیاه ساخته شده‌اند.